# Ašanja
Ašanja (srpski: Ашања) je selo u općini Pećinci u Sremskom okrugu.
Po popisu iz 2002. selo je imalo 1488 stanovnika (1991. tek dva manje - 1486)

## Etnički sastav 2002. godine
- Srbi- 1360 (91,39%)
- Romi - 52 (3,49%)
- Slovaci - 38 (2,55%)
- Jugoslaveni - 10 (0,67%)
- Nijemci - 7 (0,47%)
- Hrvati  - 5 (0,33%)
- Rumunji  - 1 (0,06%)
- Bošnjaci  -  1 (0,06%)
- Albanci   - 1 (0,06%)
- nepoznato    - 7 (0,47%)